# Age of Empires Online
Age of Empires Online (kurz AoEO) ist eine Mischung aus Echtzeit-Strategiespiel und Massively Multiplayer Online Game, basierend auf der gleichnamigen Echtzeit-Strategiespielserie des Herstellers Microsoft. Es wurde am 16. August 2011 freigegeben und offiziell am 1. Juli 2014 eingestellt. Seit Ende 2017 lässt sich AoEO als AoEO Celeste Fan Project auf einem von unabhängigen Entwicklern gehosteten Server wieder kostenlos spielen. Das Project-Celeste-Team hat hierfür von Microsoft Entwicklertools erhalten und wird als Fanprojekt geduldet.

## Spielprinzip
Die ursprünglich von Microsoft veröffentlichte Version von Age of Empires Online spielte sich wie seine Vorgänger, allerdings mit typischen MMO-Elementen. Jeder Spieler hatte eine eigene Stadt, die er im Laufe des Spiels weiter ausbauen konnte. Diese repräsentierte den Spieler und diente als Ausgangspunkt für alle Abenteuer in AoEO. Jede Stadt beheimatete Quest-NPCs, die den Spieler ständig mit neuen Aufgaben versorgten. Durch abgeschlossene Quests erhielt man Erfahrung und andere Belohnungen. Anders als in den vorherigen Teilen standen am Anfang des Spiels nicht alle Technologien und Einheiten zur Verfügung. Nach Erreichen einer bestimmten Punktzahl stieg der Spieler eine Stufe („Level“) auf und konnte dann im Palast verschiedene Fähigkeitspunkte verteilen. Die Spielstufe bestimmte unter anderem, bis zu welchem Zeitalter man aufsteigen konnte. Mit fortgeschrittenen Zeitaltern und Technologien standen auch neue Einheiten und Gebäude zur Verfügung. Außerdem konnte man aus erbeuteten Rohstoffen Gegenstände („Items“) herstellen und diese an andere Spieler verkaufen.
Dem Spieler standen in der Premium-Version mehrere spielbare Zivilisationen zur Verfügung.

## Premium-Inhalte
Dem Spieler standen verschiedene Premium-Pakete zur Auswahl, die im spieleigenen Shop, auf der Games-for-Windows-Live-Website oder bei Steam erworben werden konnten. Dem Spieler standen unter anderem Dekorationen für seine Hauptstadt und das Zusatzpaket („Add-on“) Die Verteidigung Kretas zur Verfügung; bei diesem musste sich der Spieler gegen Wellen an Eindringlingen verteidigen. Außerdem standen die jeweiligen Zivilisationen als Premium-Kultur zur Verfügung. Der Spieler erhielt so Zugriff auf bessere Items, Berater, mehr Platz für die Gegenstände und den vollen Technologie-Baum. Von diesem Konzept nimmt das Team von Project Celeste wieder Abstand und veröffentlicht keine entsprechenden Inhalte, obwohl die Entwicklertools dafür vorhanden wären.

## Entwicklungsgeschichte
Es wurde am 16. August 2011 veröffentlicht. Ursprünglich wurde das Spiel von Robot Entertainment entwickelt. Am 24. Februar 2011 wurde bekannt, dass es von Gas Powered Games, dem Entwickler von Supreme Commander, übernommen wurde. Das Spiel wurde von Microsoft betrieben. Die Entwicklung wurde Anfang 2013 gestoppt.
AoEO war ein Free-to-play-Spiel, das kostenlos über die Online-Vertriebsplattformen Games for Windows Live und Steam heruntergeladen werden konnte. Über verschiedene kostenpflichtige Premium-Pakete konnte das Spiel erweitert werden. Nach dem Kauf standen so beispielsweise spezielle Gegenstände, mehr Kampagnen („Quests“) und Einheiten zur Verfügung. Erhältlich waren diese Pakete im Games for Windows Live Marketplace bzw. bei Steam. Zusätzlich war die Premium-Version der Griechen als Verkaufsversion im Einzelhandel verfügbar. Diese beinhaltete eine Referenzkarte für Tastaturkürzel, ein limitiertes Poster und Berater-Karten.
Am 1. Juli 2014 wurde der Microsoft-Server abgeschaltet. Ein Fan-Patch mit dem Namen Project Celeste belebte das Spiel neu. Aufgrund von Beschränkungen des Rechteinhabers Microsoft ist das Fan Projekt vollständig kostenlos. Alle Bezahlinhalte wurden entfernt. Das Spielt enthält nur noch wenige MMO-Elemente und konzentriert sich stattdessen auf das ursprüngliche Konzept der Age-of-Empires-Serie mit klassischen Einzelspiel- und Mehrspielermodi.